# Бірківська волость (Гадяцький повіт)
Бірківська волость — адміністративно-територіальна одиниця Гадяцького повіту Полтавської губернії з центром у селі Бірки.
Станом на 1885 рік — складалася з 53 поселень, 18 сільських громад. Населення 8820 — осіб (4414 осіб чоловічої статі та 4406 — жіночої), 1233 дворових господарства.

Старшинами волості були у:
- 1900[2]—1904[3] роках козак Іван Петрович Іващенко;
- 1913[4]—1915[5] роках селянин Ілля Ілларіонович Шаповал.

## Сучасність
Нині територія волості входить до складу Гадяцького району Полтавської  області.